# Найдомозеро
Найдомозеро — пресноводное озеро на территории Петровского сельского поселения Кондопожского района Республики Карелии.

## Общие сведения
Площадь озера — 2,3 км². Располагается на высоте 139,8 метров над уровнем моря.
Форма озера лопастная, продолговатая: оно более чем на три километра вытянуто с севера на юг. Берега изрезанные, каменисто-песчаные, преимущественно возвышенные, местами заболоченные.
Из залива на северной стороне озера вытекает безымянная протока, впадающая в южную часть озера Ватчелского — исток реки Кужи, впадающей в озеро Черанга, которое, в свою очередь, является истоком реки Черанги, впадающей в реку Суну.
В озере около двух десятков безымянных островов различной площади, рассредоточенных по всей площади водоёма, однако их количество может варьироваться в зависимости от уровня воды.
К западу и северу от озера проходит просёлочная дорога.
Населённые пункты вблизи водоёма отсутствуют.
Код объекта в государственном водном реестре — 01040100211102000018231.